# Adam Glapiński
Adam Glapiński, né le 9 avril 1950 à Varsovie, est un économiste et homme politique polonais. Depuis le 21 juin 2016, il est gouverneur de la Banque nationale de Pologne.

## Biographie
Adam Glapiński, après des études au département de sciences économiques et sociales de l'École supérieure de planification et de statistique (Szkoła Główna Planowania i Statystyki w Warszawie, SGPiS) au cours desquelles il effectue un stage à la Banque de France, commence rapidement une carrière universitaire dans cet établissement et à l'Académie polonaise des sciences (1978–1983), tout en militant à partir de 1980 pour Solidarność. 
À partir de 1989, il est engagé dans divers partis issus de l'opposition démocratique comme le Congrès libéral-démocrate (KLD) et la coalition Porozumienie Centrum dirigée notamment par Jarosław Kaczyński, dont il est le vice-président. De janvier à décembre 1991, il dirige le ministère de l'Aménagement du territoire et de la Construction (pl) dans le gouvernement de Jan Krzysztof Bielecki. Il est ensuite jusqu'en juillet 1992 ministre du Commerce extérieur (pl) dans le gouvernement de Jan Olszewski. Il siège comme député à la Diète de 1991 à 1993 puis au Sénat de 1997 à 2001.
Il devient en 2009 conseiller économique du président Lech Kaczyński. Celui-ci le nomme ensuite au Conseil de la politique monétaire (pl) pour un mandat de six ans (2010-2016). En 2016, sur proposition du président nouvellement élu Andrzej Duda, il est élu par la Diète gouverneur de la banque centrale polonaise pour un mandat inamovible de six ans.

## Principales publications
- Transforming Economic Systems: the Case of Poland,  Physica-Verlag Heidelberg, Springer-Verlag New York 1991
- Ekonomia Niepodległości (L'Économie de l'indépendance), ALFA, Varsovie, 2000
- Kapitalizm, demokracja i kryzys państwa podatków (Le Capitalisme, la Démocratie et la Crise de l'impôt), Presses universitaires de SGH, Varsovie 2004
- Post-Crisis Economic Policy. Innovation Based Growth, „Journal of Management and Financial Sciences”, Issue 5, 2011
- Meandry historii ekonomii (Les Méandres de l'histoire de l'économie), Presses universitaires de SGH, Varsovie 2012
- Animal Spirits in Economics, „Journal of Management and Financial Sciences”, Issue 11, 2013
- Kwestie metodologiczne podejścia ewolucyjnego w ekonomii, „Gospodarka Narodowa” nr 5–6, 2013

## Sources et références
- (pl) Cet article est partiellement ou en totalité issu de l’article de Wikipédia en polonais intitulé « Adam Glapiński » (voir la liste des auteurs).